# Iouri Paramochkine
Iouri Paramochkine - en russe ЮРИЙ ПАРАМОШКИН - (né le 3 novembre 1937 à Elektrostal en URSS) est un ancien joueur russe de hockey sur glace.

## Carrière de joueur
Durant sa carrière professionnelle il a évolué dans le championnat d'URSS sous les couleurs du Kristall Elektrostal et du Dynamo Moscou. Il termine avec un bilan de 460 matchs et 186 buts en élite.

## Carrière internationale
Il a représenté l'URSS à 15 reprises (11 buts) sur une période de quatre saisons entre 1963 et 1967. Il a participé au mondial 1963.

## Statistiques
Pour les significations des abréviations, voir Statistiques du hockey sur glace.

### En équipe nationale
| Année | Équipe | Compétition |  | PJ | B | A | Pts | Pun           |  | Résultats |
| 1963  | URSS   | CM          |  |    |   |   |     | Médaille d'or |  |           |